# Rosa saturata
Rosa saturata är en rosväxtart som beskrevs av John Gilbert Baker. Rosa saturata ingår i släktet rosor, och familjen rosväxter. Utöver nominatformen finns också underarten R. s. glandulosa.